# Malcolmia behboudiana
Malcolmia behboudiana är en korsblommig växtart som beskrevs av Karl Heinz Rechinger och Esfandiar Esfandiari. Malcolmia behboudiana ingår i släktet strandlövkojor, och familjen korsblommiga växter. Inga underarter finns listade i Catalogue of Life.